# Jesús Hernández Tomás
Jesús Hernández Tomás (Murcia, 1907-Ciudad de México, 11 de enero de 1971) fue un político español de ideología comunista que llegó a ser ministro de Instrucción Pública y Sanidad durante la Guerra Civil. 
Fue uno de los fundadores del Partido Comunista de España (PCE), del cual acabaría convirtiéndose en uno de sus principales dirigentes. Durante la contienda tuvo una gran influencia y poder tanto en el seno del partido comunista como en el seno del gobierno republicano. Tras el final de la guerra hubo de exiliarse, marchando a la Unión Soviética y posteriormente a México. Fue expulsado del PCE en 1944 tras haber mantenido enfrentamientos con la dirección del partido, y purgado de la historia oficial del PCE después de que Hernández publicara en 1953 un libro crítico con el papel de Stalin y la URSS en la Guerra Civil.

## Biografía

### Primeros años y carrera política
Jesús Hernández Tomás nació en Murcia en 1907, aunque poco después se trasladaría con su familia a Vizcaya.
Desde muy joven estuvo ligado a los movimientos obreros y de izquierda; se afilió a los 9 años a las Juventudes Socialistas. A los catorce años participó en la fundación del Partido Comunista de España (PCE), en el que fue uno de los militantes más activos del núcleo vizcaíno. En 1922, los quince años, era miembro de la escolta personal del entonces secretario general del Partido, Óscar Pérez Solís. En 1923, Hernández participó en un fallido atentado contra el líder socialista Indalecio Prieto y contra la sede de su diario, El Liberal de Bilbao. El ataque falló y tras un tiroteo con la policía, fue detenido y pasó cinco años en la cárcel; su etapa en prisión coincidió con los años de la Dictadura de Primo de Rivera.
En 1927 se convirtió en miembro del Comité central de las Juventudes comunistas. En la época en que se produjo la proclamación de la Segunda República, en 1931, Hernández continuaba siendo miembro de los «grupos de acción» a los que se había unido en su juventud. Ese año el partido lo envió a la Unión Soviética, posiblemente para evitarle una nueva detención tras haber participado en unos disturbios con militantes socialistas. Completó su formación política en la Escuela Lenin de Moscú.
En 1932 el PCE llevó a cabo una profunda reestructuración interna que incluyó una renovación generacional en la dirección y un cambio en la doctrina política. Hernández Tomás se encontraba entre los nuevos líderes del partido que sucedieron a José Bullejos. Los otros eran José Díaz, Vicente Uribe, Antonio Mije y Juan Astigarrabía. Ese mismo año Hernández también se convirtió en miembro del Politburó del PCE y fue puesto a cargo de la sección agitprop (agitación y propaganda). Hacia 1936 ya se había convertido en editor del periódico del partido, Mundo Obrero. Hernández fue elegido diputado por Córdoba en las elecciones de 1936.

### Guerra civil
Al comienzo de la guerra civil española, Hernández estaba encargado de dirigir la propaganda comunista.
A pesar de la revolución social que se desató en algunos puntos de la zona republicana tras el estallido de la contienda, los comunistas no compartían el derrotero que esta había tomado. El 8 de agosto de 1936, Hernández declaró: «no podemos hablar hoy de una revolución proletaria en España, dado que las circunstancias históricas no lo permiten». Los comunistas, a pesar de que inicialmente eran un partido pequeño —pero muy activo—, apoyaron sustancialmente al gobierno de José Giral y Largo Caballero, lo que posteriormente se reforzaría con la importante ayuda militar de la Unión Soviética.

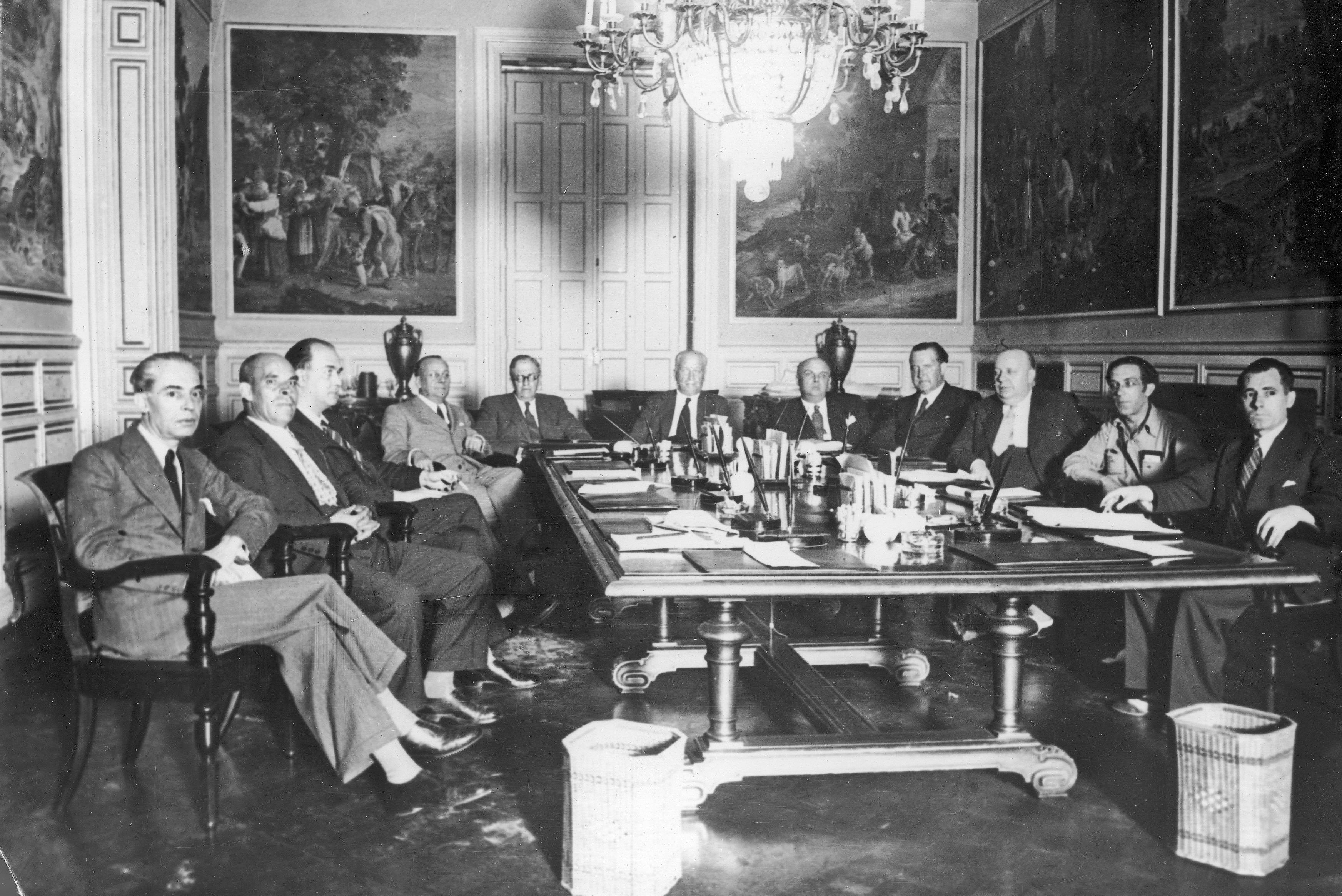
Primer gobierno Largo Caballero. Hernández es el segundo desde la derecha, junto a Vicente Uribe.

El 4 de septiembre el nuevo jefe del gobierno republicano, el socialista Francisco Largo Caballero, nombró a Hernández ministro de Educación y Bellas Artes. Durante su ministerio, llevó a cabo varias reformas que transformaron la educación en una función social. También destacó por la creación por las llamadas Milicias de la Cultura y otra serie de organismos destinados a la alfabetización de todos aquellos milicianos y soldados republicanos que eran analfabetos. Otra medida importante que tomó fue la puesta a salvo y protección del patrimonio artístico de la zona republicana, protegiéndolo de los ataques y bombardeos aéreos franquistas.
Tras varios meses de gobierno y el fuerte desgaste al que se vio sometido, Largo Caballero empezó a encontrarse crecientemente aislado; en febrero de 1937 exigió a sus ministros que confirmaran públicamente su apoyo al jefe del gobierno, particularmente a los ministros comunistas Vicente Uribe y Jesús Hernández. A pesar de esto, la situación explotó definitivamente a mediados de mayo. El 13 de mayo de 1937 Uribe y Hernández mantuvieron una fuerte discusión con Largo Caballero que llevó al colapso del gobierno. El conflicto estalló a raíz de los violentos disturbios que habían tenido lugar en Barcelona unos días antes, de los cuales los comunistas, socialistas y republicanos responsabilizaron a la anarquista CNT-FAI y al trotskista Partido Obrero de Unificación Marxista (POUM). Por su parte, los comunistas exigieron que el POUM fuera prohibido y sus líderes fuesen arrestados como «fascistas». Largo Caballero quitó importancia a los sucesos de Barcelona y se negó a tomar medidas contra anarquistas y trotskistas, tras lo cual empezó una fuerte discusión que acabó con la salida de los dos ministros comunistas y, posteriormente, de los ministros socialistas y republicanos. Ante la imposibilidad de poder formar un nuevo gobierno, Francisco Largo presentó su dimisión.
Tras la caída de Largo Caballero, al igual que Indalecio Prieto y otros, Hernández fue uno de los principales partidarios de que el socialista Juan Negrín le sucediera como jefe de gobierno, aunque años después Hernández confesaría en sus memorias que antes o después los comunistas habrían tenido que deshacerse de Negrín. El nuevo jefe de gobierno no solo le mantuvo en su puesto ministerial, sino que también le puso a cargo de las funciones de sanidad.
La campaña del PCE contra la CNT y el POUM continuó. El 2 de agosto de 1937, tras un consejo de ministros, Hernández declaró a los periodistas: «el gabinete se ha ocupado de examinar qué medidas deben ser tomadas...a fin de prevenir y reducir con la mayor energía cualquier alteración o intento de alteración por parte de ciertos elementos extremistas, que son los instrumentos del fascismo». Mientras los anarquistas perdían poder e influencia, el POUM fue perseguido y finalmente ilegalizado. No hay constancia de que Hernández participara en la desaparición del líder del POUM, Andrés Nin, aunque sí que tuvo conocimiento de los planes de los servicios secretos soviéticos para detenerlo y ponerle bajo su custodia. Aunque fue informado de ello por el director general de Seguridad, el comunista Antonio Ortega, en una reunión del gabinete negaría tener constancia de lo ocurrido con Andrés Nin. Hernández, no obstante, protestó por la intromisión de los «asesores» extranjeros en los asuntos internos españoles.

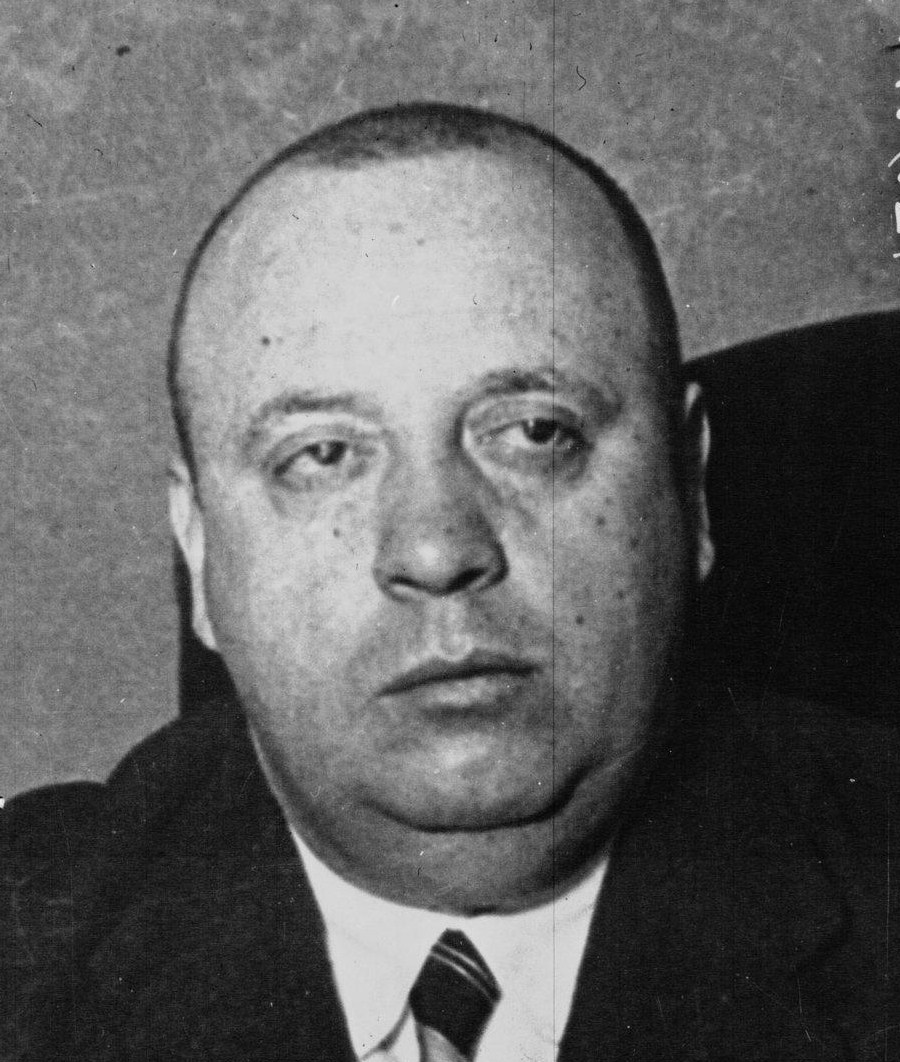
Indalecio Prieto, en una foto de 1936.

A partir de la derrota republicana en Teruel, Hernández emprendió una campaña contra Indalecio Prieto, el ministro de Defensa nacional. Desde entonces, Hernández empezó a publicar una serie artículos críticos con el ministro bajo el pseudónimo de «Juan Ventura». Aunque en épocas anteriores había cooperado con los comunistas, para aquel entonces Prieto se había vuelto muy crítico con el papel del PCE y la Unión Soviética en el conflicto español. Tras la desastrosa retirada republicana del Frente de Aragón, las críticas contra Prieto arreciaron y éste acabaría abandonando su cargo ministerial en abril de 1938, en parte debido a los esfuerzos de Hernández para lograr su salida. Sin embargo, como consecuencia de la remodelación del gobierno, Hernández también fue reemplazado, siendo sustituido por el anarquista Segundo Blanco. Poco después recibió un nuevo puesto y fue nombrado comisario político del Grupo de Ejércitos de la Región Central (GERC), en el área Centro-Sur.
Cuando en la primavera de 1938 las fuerzas franquistas llegaron al Mediterráneo y cortaron en dos la zona republicana, Hernández permaneció en Madrid con Pedro Checa, Luis Cabo Giorla, Isidoro Diéguez Dueñas y Antonio Mije, mientras que los principales dirigentes del partido se establecían en Barcelona. En la práctica, Hernández se hizo con las riendas del partido. Tras el Golpe de Estado liderado por Segismundo Casado, en marzo de 1939, Hernández y otros dirigentes comunistas españoles intentaron reorganizar el PCE en la clandestinidad, aunque finalmente se vio forzado a abandonar España.

### Exilio y vida posterior
El 24 de marzo de 1939 salió de España en un avión que despegó desde el aeródromo de Totana, siendo uno de los últimos dirigentes comunistas que abandonó España. Se exilió primero a Orán, en la Argelia francesa, y después marcharía a la Unión Soviética. Allí fue el representante del PCE en la Komintern, ocupándose también de la precaria situación de los refugiados españoles. A la muerte del secretario general José Díaz, que se suicidó en 1942 tras una dolorosa enfermedad, Dolores Ibárruri le sucedió en el cargo. No pasó mucho tiempo hasta que Hernández se enfrentó con Ibárruri y otros dirigentes comunistas españoles partidarios de «La Pasionaria». En aquel momento, en el seno del partido Jesús Hernández contaba con el activo apoyo de dos antiguos oficiales del Ejército republicano, Juan Modesto y Enrique Líster.
En 1943 los soviéticos le enviaron a México junto a Francisco Antón con la misión de organizar la delegación del PCE en este país. Una vez allí, los servicios secretos soviéticos también le encargaron organizar un operativo que intentara sacar de prisión a Ramón Mercader, el asesino de León Trotski. Sin embargo, una vez se vio en México, Ibárruri se aseguró de marginarlo en la estructura interna del PCE y lo acusó de «pretender socavar su autoridad, dividir al partido y desprestigiar a la Unión Soviética». Tras ser obligado a hacer una «profunda autocrítica» y purgado del aparato de dirección, en julio de 1944 fue finalmente expulsado del PCE. En México rehízo su vida, montando varios negocios y volviendo a contraer matrimonio tras divorciarse de su primera esposa. Allí intentó formar una agrupación política, el Movimiento Comunista de Oposición, junto al también expulsado Enrique Castro Delgado. Mientras tanto, en España la policía franquista le abrió un expediente por su supuesta pertenencia a la masonería.
Cuando Tito rompió con Stalin en 1948, Hernández intentó organizar una formación política filoyugoslava con el apoyo de antiguos militantes socialistas y comunistas del PCE y PSUC, el llamado Movimiento de Acción Socialista, llegando a presentar este movimiento en Zagreb, en 1951. Sin embargo, la alianza con los socialistas duró poco tiempo, por lo que este intento no logró cuajar y fracasó poco después. En 1953 Hernández fundó en Bucarest el Partido Comunista Independiente, de tendencia pro-yugoslava, aunque tuvo una corta existencia. En 1954, Hernández formaría en Belgrado el Partido Nacional Comunista Español, contando con apoyo yugoslavo, aunque esta minúscula formación tampoco tuvo influencia política. Después fue nombrado asesor de la embajada yugoslava en México, donde siguió trabajando hasta su muerte.
Publicó una autobiografía en la que plasmaba sus divergencias y enfrentamientos con los dirigentes del PCE, Yo fui un ministro de Stalin (1953). El libro relata cómo Andrés Nin habría sido torturado y después asesinado, y otros aspectos de las injerencias soviéticas en España. Hubo una edición española en 1954 bajo el título de "Yo, ministro de Stalin en España" de la editorial NOS, Madrid. En 1974 se reeditó junto a En el país de la gran mentira. Después no ha vuelto a ser publicada en España ninguna obra de Jesús Hernández Tomás.
Hernández falleció en Ciudad de México en enero de 1971.

## Obras
- —— (1946). Negro y rojo: los anarquistas en la revolución española. México: España Contemporánea.[5]
- —— (1953). Yo fui un ministro de Stalin. México: Editorial América.[45]
- —— (1954). Yo, ministro de Stalin en España. Madrid: Nos.
- —— (1974). En el país de la gran mentira. Segunda parte de «Yo fui un ministro de Stalin». Madrid: G. del Toro.

### Pie de página
1. 1 2  Llorens y Aznar, 2006, p. 313.
2. ↑  Álvarez Rey, 2010, p. 261.
3. ↑  Hernández Sánchez, 2008, p. 86.
4. 1 2  Vázquez Montalbán, 2005, p. 40.
5. 1 2  Rourera Farré, 1992, p. 680.
6. 1 2  Álvarez Rey, 2010, p. 262.
7. ↑  Hernández Sánchez, 2010, p. 54.
8. 1 2 3  Dimitrov, 2008, p. 102.
9. ↑  Thomas, 1976, p. 145.
10. ↑  Alexander, 1999, p. 108.
11. ↑  Pascual, 1986, p. 386.
12. ↑  Rojas, 1975, p. 203.
13. ↑  Checa Godoy, 2006, p. 80.
14. ↑  Pascual, 1986, p. 388.
15. ↑  Thomas, 1976, p. 318.
16. ↑  Bookchin, 2005, p. 219.
17. 1 2 3  Álvarez Rey, 2010, p. 263.
18. ↑  Bolado Somolinos, 1975, p. 128.
19. ↑  Graham, 1991, p. 91.
20. 1 2  Peirats y Ealham, 2005, p. 151.
21. ↑  Bookchin, 2005, p. 253.
22. ↑  Thomas, 1976, p. 717.
23. ↑  Thomas, 1976, p. 722.
24. ↑  Thomas, 1976, p. 723.
25. 1 2 3 4  Alpert, 2013, p. 337.
26. ↑  Peirats y Ealham, 2005, p. 228.
27. ↑  Thomas, 1976, pp. 758-759.
28. ↑  Thomas, 1976, p. 758.
29. ↑  Thomas, 1976, p. 759.
30. ↑  Thomas, 1976, p. 870-871.
31. ↑  Beevor, 2012, p. 415.
32. ↑  Elorza y Bizcarrondo, 1999, p. 417.
33. ↑  Peirats y Ealham, 2005, p. 243.
34. ↑  Thomas, 1976, p. 972.
35. ↑  Moreno Gómez, 1995, p. 149.
36. ↑  Zaragoza, Bahamonde y Pizarroso, 2008, p. 42.
37. ↑  Zaragoza, Bahamonde y Pizarroso, 2008, p. 60.
38. ↑  Zaragoza, Bahamonde y Pizarroso, 2008, p. 62.
39. ↑  Álvarez Rey, 2010, pp. 263-264.
40. ↑  Claudín, 1983, p. 57.
41. 1 2 3  Álvarez Rey, 2010, p. 264.
42. 1 2 3  Álvarez Rey, 2010, p. 266.
43. ↑  Preston y Mackenzie, 1996, p. 267.
44. ↑  Thomas, 1976, p. 1019.
45. 1 2  Téllez, 1974, p. 94.